# Acario
Acario  è un nome proprio di persona italiano maschile.

## Varianti in altre lingue
- Catalano: Acari[2]
- Latino: Acharius
- Spagnolo: Acario[2]

## Origine e diffusione
Deriva dal latino Acharius, di origine greca, formato dal termine χαρις (charis, "grazia", "amore") preceduto da un'alfa privativa, col significativo complessivo di "privo di grazia", "poco favorito".
La diffusione in Italia è scarsissima.

## Onomastico
L'onomastico ricorre il 27 novembre in ricordo di sant'Acario, monaco dell'abbazia di Luxeuil e poi vescovo di Noyon-Tournai.

## Persone
- Acario, luogotenente di Gneo Pompeo che assediò la città spagnola di Calahorra nel 71 a.C.[5]

## Il nome nelle arti
- Acario è uno dei personaggi principali della commedia Medora di Lope de Rueda;
- Acario è uno dei personaggi di La zingana di Artemio Giancarli[6].